# Dichochrysa chlorella
Dichochrysa chlorella is een insect uit de familie van de gaasvliegen (Chrysopidae), die tot de orde netvleugeligen (Neuroptera) behoort. 
Dichochrysa chlorella is voor het eerst wetenschappelijk beschreven door Navás in 1914.